# 蒼焔の艦隊
『蒼焔の艦隊』（そうえんのかんたい）は、ランド・ホーが開発しリベル・エンタテインメントより配信・運営されるスマートフォン向けゲームアプリ。2017年9月サービス開始。ジャンルは本格海戦ゲーム。基本プレイ無料（アプリ内課金あり）。EXNOA（DMM GAMES）経由でブラウザゲーム版も提供されている。

## 概要
フル3Dグラフィックの演出によるバトルシーンを有した戦艦ゲームである。プレイヤーは「蒼焔艦隊」の司令官として、「影の艦隊」と戦い、勝利を目指す。また、第二次世界大戦で活躍した各国の軍艦を編成し、撃破した敵艦部品の回収や、解放した各国港湾施設で新艦を建造して艦隊を強化していく。

## ストーリー
1939年、世界が第二次世界大戦の戦火に包まれている中、所属不明の艦隊が突如出現し無差別攻撃を開始―――人はその艦隊を「影の艦隊」と呼んだ。「影の艦隊」に対抗するべく各国は戦闘を一時中止し共同で「蒼焔艦隊」を設立、反攻作戦を開始する。スト―リ―は第1章から第7章まであり、各ステ―ジをクリアする事に初回に限り、ゲーム内通貨であるインゴット(金)をもらえる。
【第一部】
- 北海・ノルウェー
- 北大西洋
- 地中海
- 大西洋
- インド洋
- ジャワ海
- マリアナ
- 日本近海
- ベーリング海
- フィリピン海
- ソロモン
- 珊瑚海
- ミッドウェー
- ハワイ

【第二部】
- ハワイ
- ミッドウェー
- ベーリング海
- ソロモン
- インド洋
- マリアナ沖
- 日本近海
- ジャワ海
- サボ島沖
- フィリピン沖
- 地中海
- 大西洋

【第三部】
- 影追撃戦
- 異海突入
- 異海撤退作戦
- ノーフォーク死守指令
- オアフ島奪還
- 黒海封鎖作戦
- 強襲！北アフリカ
- 大西洋潜水艦撃退指令
- 第二次北海決戦
- 決戦！異海突入

## スタッフ
- 声優 - 松本保典、堀内賢雄、稲田徹、中田譲治、神田沙也加、沢城みゆき、坂上みき、他
- 音楽 - 佐橋俊彦、ガブリエル・ロベルト、大橋恵
- VP・OP - 岩本晶（白組）

## メンテナンス
次回メンテナンス：2024.03.27 1159 - 1700
リリース／更新内容：
クライアント v7.6.2
「劇場版ハイスクール・フリート」復刻コラボを開始
イベント、サルベージを追加
ダイヤモンドサルベージを更新
一部ＵＩを改修
その他軽微な不具合を修正
クライアント v7.6.0
６．５周年キャンペーンを開始
６．５周年記念任務を追加
メインストーリー第７部７章を追加
戦技説明文を整理し、表示改修
戦技説明文にて、特定のワードをタップすると補足説明が表示されるように改修
戦闘結果の画面にて、戦闘内容の詳細を見る事が出来る「分析」機能を追加
戦闘敗北時にアドバイスを表示（一部のコンテンツのみ）
曜日イベントを「改造計画」として変更し、曜日による出撃制限を撤廃
「改造計画」の敵戦力を見直し
局地戦のランキング報酬を調整・更新
レア・チケットサルベージの排出艦艇から一部艦艇を除外
イベント・サルベージを追加
各交換所を更新
基地売店で販売している資材の数量を増量
一部ＵＩを改修
その他軽微な不具合を修正
ヘルプの更新